# Campionat del Món de X-Trial
El Campionat del Món de X-Trial, conegut anteriorment com a Campionat del Món de trial indoor, és la màxima competició internacional de trial indoor en categoria masculina. Regulat per la FIM, va ser instaurat el 1993 com a Prix FIM Indoor (o FIM Indoor Grand Prix). El 1997 se li canvià el nom per FIM Indoor World Cup i el 1998, per FIM Indoor Trial World Championship. A partir del 2010, l'empresa italiana SPEA S.p.A. n'esdevingué el patrocinador principal, passant a anomenar-se oficialment SPEA FIM Indoor Trial World Championship.
D'ençà de la temporada del 2011, la competició es coneix oficialment com a FIM X-Trial World Championship o, senzillament, X-Trial.

## Historial
A 2 d'abril del 2025
| Edició | Any  | Campió           | Motocicleta  |
| ------ | ---- | ---------------- | ------------ |
| I      | 1993 | Tommi Ahvala     | Aprilia      |
| II     | 1994 | Marc Colomer     | Beta         |
| III    | 1995 | Marc Colomer     | Beta/Montesa |
| IV     | 1996 | Marc Colomer     | Montesa      |
| V      | 1997 | Dougie Lampkin   | Beta         |
| VI     | 1998 | Dougie Lampkin   | Beta         |
| VII    | 1999 | Dougie Lampkin   | Beta         |
| VIII   | 2000 | Dougie Lampkin   | Montesa      |
| IX     | 2001 | Dougie Lampkin   | Montesa      |
| X      | 2002 | Albert Cabestany | Beta         |
| XI     | 2003 | Adam Raga        | Gas Gas      |
| XII    | 2004 | Adam Raga        | Gas Gas      |
| XIII   | 2005 | Adam Raga        | Gas Gas      |
| XIV    | 2006 | Adam Raga        | Gas Gas      |
| XV     | 2007 | Toni Bou         | Montesa      |
| XVI    | 2008 | Toni Bou         | Montesa      |
| XVII   | 2009 | Toni Bou         | Montesa      |
| XVIII  | 2010 | Toni Bou         | Montesa      |
|        |      |                  |              |
| XIX    | 2011 | Toni Bou         | Montesa      |
| XX     | 2012 | Toni Bou         | Montesa      |
| XXI    | 2013 | Toni Bou         | Montesa      |
| XXII   | 2014 | Toni Bou         | Montesa      |
| XXIII  | 2015 | Toni Bou         | Montesa      |
| XXIV   | 2016 | Toni Bou         | Montesa      |
| XXV    | 2017 | Toni Bou         | Montesa      |
| XXVI   | 2018 | Toni Bou         | Montesa      |
| XXVII  | 2019 | Toni Bou         | Montesa      |
| XXVIII | 2020 | Toni Bou         | Montesa      |
| XXIX   | 2021 | Toni Bou         | Montesa      |
| XXX    | 2022 | Toni Bou         | Montesa      |
| XXXI   | 2023 | Toni Bou         | Montesa      |
| XXXII  | 2024 | Toni Bou         | Montesa      |
| XXXIII | 2025 | Toni Bou         | Montesa      |

1. ↑  Primera edició com a X-Trial.

## Estadístiques
A 2 d'abril del 2025

### Campions múltiples
| Pilot          | Títols |
| -------------- | ------ |
| Toni Bou       | 19     |
| Dougie Lampkin | 5      |
| Adam Raga      | 4      |
| Marc Colomer   | 3      |

### Títols per nacionalitat
| País       | Total |
| ---------- | ----- |
| Catalunya  | 27    |
| Regne Unit | 5     |
| Finlàndia  | 1     |
| Total      | 33    |